# Klægsøkog
Klægsøkog (dansk), Kleiseerkoog (tysk) eller Kloisiiekuuch (nordfrisisk) er en kog i Nordfrisland i det vestlige Sydslesvig i den nordtyske delstat Slesvig-Holsten. Kogen er beliggende få kilometer sydvest for Nibøl.
Klægssøkog blev inddiget i årene 1725 til 27 (med Oktroj af 24. marts 1725). Den er omgivet af Ny Christians Albrechts Kog, Dedsbøl, Risum og Fartoft Sogne, Juliane-Marie Kog og Dagebøl Kog. Mod nord afskiller Dagebøldæmningen Klægsøkogen fra Mariekogen. Kogen hørte frem til 1864 under Bøkingherreds jurisdiktion, kogen havde samme år 197 indbyggere, henlagt til Dedsbøl, Risum, Fartoft eller Dagebøl kirke. I administrativ henseende hører kogen under Galmsbøl kommune, Nordfrislands kreds. Dens sammlede areal er på 1.265 hektar.  
1952/53 blev der bygget en pumpestation, for at sikre, at kogens marker ikke bliver oversvømmet om vinteren.